# Jérémy Stinat
Pour le footballeur français né en 1983, voir Denis Stinat.
Jérémy Stinat, né le 15 décembre 1978 à Chartres (Eure-et-Loir), est un ancien footballeur français et maintenant arbitre fédéral. Défenseur formé aux Girondins de Bordeaux, il a effectué l'essentiel de sa carrière en Ligue 2, y disputant 242 matchs sous les couleurs de l'ASOA Valence, du Grenoble Foot, du CS Sedan-Ardennes et du Stade lavallois, avant de devenir arbitre fédéral.

## Biographie

### Carrière de joueur
Jérémy Stinat commence à jouer au football à 6 ans près de Pau. Il rejoint par la suite le Pau FC jusqu'à l'âge de 16 ans. En 1995 il remporte la Coupe nationale des cadets avec la sélection de la Ligue d'Aquitaine, dirigée par Philippe Bergerôo. Il intègre alors le centre de formation des Girondins de Bordeaux. Il compte quelques apparitions dans le groupe professionnel de 1995 à 1999, sans être entré en jeu. Il est sous contrat stagiaire de 1996 à 1998.
Il ne se voit pas proposer de contrat professionnel et rebondit à Thouars, en National. En 2000 il joue six mois à Norwich, où il est semi-pro. De retour en France en 2001, il passe six mois avec l'équipe réserve des Girondins, avant de disputer trois saisons comme titulaire avec l'ASOA Valence, dont deux en Ligue 2.
Après un passage par le stage estival de l'UNFP il s'engage avec Grenoble et joue trois nouvelles saisons pleines en Ligue 2. De 2005 à 2007 il est l'un des deux délégués syndicaux de l'UNFP au sein du GF 38,. En fin de contrat en 2007, il rejoint le CS Sedan-Ardennes pour les deux saisons suivantes.
En juin 2009, en fin de contrat, il s'engage avec le Stade lavallois tout juste promu en Ligue 2. En fin de contrat en 2011, il prend sa retraite sportive après avoir de nouveau participé au stage de l'UNFP destiné aux joueurs sans contrat, puis s'être entraîné avec le Stade lavallois en août. Au total, il compte 242 apparitions en Ligue 2 au cours de sa carrière.

### Carrière d'arbitre
Il décide par la suite de se former à l'arbitrage. Il devient arbitre Fédéral 3 en 2013 puis Fédéral 2 le 1er juillet 2015. Le 2 avril 2016 lors du match Rennes - Reims, alors qu'il est le quatrième arbitre de la rencontre, il remplace l'arbitre principal Saïd Ennjimi, blessé, à la mi-temps, une première pour lui en Ligue 1. Il est élu meilleur arbitre de National aux Trophées du National 2017.
Il est nommé arbitre Fédéral 1 le 25 mai 2018. Le 18 août 2018, il devient le premier ancien joueur professionnel à arbitrer une rencontre de Ligue 1, lors de Dijon – Nantes (2-0),. Le 17 décembre 2021, lors du match du Paris FC face à l'Olympique lyonnais en Coupe de France au Stade Charlety. Jérémy Stinat décide d'arrêter le match à la suite de débordements de supporteurs,.
Il arbitrera à plusieurs occasions lors de match internationaux et en Ligue des champions.

#### Auxerre-OM, entre polémiques et intimidations
Dans le football, la tension entre clubs et arbitres est monnaie courante. Mais le match entre l’AJ Auxerre et l'Olympique de Marseille, disputé le 22 février 2025, a franchi un cap inquiétant. Avant même le coup d’envoi, l’ambiance était électrique. Jérémy Stinat, l’homme au sifflet ce soir-là, n’avait pas été épargné par les critiques marseillaises. Son arbitrage passé, notamment lors de l’expulsion de Mehdi Benatia en Coupe de France, lui avait déjà valu l’hostilité du camp olympien,,.
Le match en lui-même n’a rien arrangé. Une défaite 3-0 pour l’OM, une expulsion contestée de Derek Cornelius et un penalty sifflé contre Marseille ont déclenché la fureur des dirigeants phocéens. Pablo Longoria, président du club, n’a pas mâché ses mots. Accusant l’arbitre de "corruption", il a jeté de l’huile sur le feu d’une polémique qui n’attendait que ça pour exploser. Fabrizio Ravanelli, conseiller de l’OM, en a rajouté une couche en qualifiant l’arbitrage de "honteux et inacceptable".
Mais le plus choquant restait à venir. Car en marge de cette tempête médiatique, Jérémy Stinat et sa famille ont été directement visés. La Fédération française de football a révélé un fait glaçant : avant le match, les pneus de ses deux véhicules avaient été crevés, un acte de vandalisme découvert par sa femme au moment de prendre la route.

## Statistiques*
*Comprenant les rôles d'arbitre central, arbitre assistant et arbitre VAR
| Catégorie                           | Nombres de matchs | Catégorie                             | Nombres de matchs |
| Ligue 1                             | 168               | UEFA Nations League A                 | 3                 |
| Playoffs Ligue 1/Ligue 2            | 3                 | UEFA Nations League B                 | 1                 |
| Ligue 2                             | 73                | UEFA Euro qualifying U21              | 2                 |
| National                            | 50                | UEFA Conference League Qualification  | 4                 |
| National 2                          | 1                 | UEFA Conference League                | 3                 |
| Coupe de France                     | 35                | Éliminatoires Coupe du monde (Europe) | 3                 |
| Coupe de la Ligue                   | 9                 | UEFA Europa League Qualification      | 2                 |
| UEFA Champions League Qualification | 1                 | UEFA Europa League                    | 3                 |
| UEFA Champions League               | 11                | Amicaux internationaux                | 1                 |
| ----------------------------------- | ----------------- | ------------------------------------- | ----------------- |

## Style de jeu
Formé par Gernot Rohr et Patrick Battiston, Jérémy Stinat fut un latéral droit assez rugueux, d'un apport offensif moyen.

## Vie personnelle
Il est le frère aîné de Denis Stinat, footballeur professionnel formé au FC Nantes.